# 스피닝 맨
《스피닝 맨》(Spinning Man)은 미국에서 제작된 시몬 카이저 감독의 2018년 드라마, 미스터리, 스릴러 영화이다. 가이 피어스 등이 주연으로 출연하였고 엘렌 S. 완더 등이 제작에 참여하였다. 이 영화는 2018년 4월 6일 주문형 비디오(VOD) 및 라이언스게이트 프리미어에 한정 개봉되었다.

## 전제
에반 버치(가이 피어스)는 명문 대학의 저명한 철학 교수이자 가장이다. 고등학생 조이스 보너가 실종되자, 에반의 과거 캠퍼스 밖에서의 밀회가 그의 아내 엘렌(미니 드라이버)으로 하여금 그의 알리바이를 의심하게 만든다. 꼼꼼한 경찰 형사 로버트 말로이(피어스 브로스넌)는 결정적인 증거가 에반을 조이스 실종의 유력한 용의자로 지목하면서 더욱 의심할 이유를 찾는다. 갑자기 에반이 직면한 질문들은 단순히 학문적인 것이 아니라 삶과 죽음의 문제가 된다.

## 출연

### 주연
- 가이 피어스
- 피어스 브로스넌
- 미니 드라이버

### 조연
- 오데야 러쉬
- 알렉산드라 쉽
- 클락 그레그
- 제이미 케네디
- 프레야 팅글리
- 스털링 보먼
- 카를로 로타
- 숀 블레이크모어
- 나타샤 바셋

## 기타
- 원작자: 조지 하라
- 미술: 맷 그랜트
- 세트: 샐리 레비
- 의상: 로저 J. 포커
- 배역: 로저 무센든